# Gewog di Shongphu
Il gewog di Shongphu è uno dei quindici raggruppamenti di villaggi del distretto di Trashigang, nella regione Orientale, in Bhutan.